# Guy D'Oyly-Hughes
Pour les articles homonymes, voir Hughes.
Guy D'Oyly-Hughes (8 août 1891 - 8 juin 1940) est un officier de marine britannique, capitaine de la Royal Navy pendant la Seconde Guerre mondiale.

## Biographie

### Jeunesse
Né en 1891 à Salt Lake City, aux États-Unis, il est le fils de Kezia D'Oyly Hughes et de Samuel Hughes, un médecin britannique. À l'âge de neuf ans, il est envoyé en Grande-Bretagne pour compléter ses études, suivi de ses parents en 1901. La famille s'installe à Southampton, en Angleterre.  
D'Oyly-Hughes a épousé Anne Margaret Gladys Crawford, avec qui il a eu deux filles. 

### Première Guerre mondiale
Pendant la Première Guerre mondiale, le lieutenant D'Oyly-Hughes est sous-marinier et commandant en second du HMS E11, qui a eu beaucoup de succès dans la campagne des Dardanelles. Il reçoit la Croix du service distingué en juin 1915 après une patrouille couronnée de succès durant laquelle son capitaine, le lieutenant commander Martin Nasmith (en), est décoré de la Croix de Victoria.  
En août 1915, D'Oyly-Hughes est décoré de l'Ordre du service distingué après avoir saboté avec des explosifs une partie de la ligne de chemin de fer Constantinople-Baghdad. Pour accomplir cette mission, il nagea notamment avec des explosifs en mer depuis son sous-marin E11 posté au large. 

### Seconde Guerre mondiale
En juin 1939, en tant que capitaine, il reçoit le commandement du porte-avions HMS Glorious. D'Oyly-Hughes avait appris à voler et rejetait sans cesse les conseils des aviateurs professionnels du navire, selon Winton.  
De retour en Grande-Bretagne après la campagne de Norvège le 8 juin 1940, le Glorious et les destroyers d'escorte HMS Acasta et HMS Ardent sont interceptés et attaqués par les cuirassés allemands Scharnhorst et Gneisenau en mer de Norvège. Les trois navires britanniques sont coulés en moins de 70 minutes, à approximativement 170 milles marins (300 km) à l'ouest de Harstad, avec 1 519 hommes, dont le capitaine D'Oyly-Hughes. Il y a seulement 45 survivants. 
Le Glorious avait été aperçu dans des conditions de visibilité maximale, une situation durant laquelle un porte-avions aurait normalement un ou plusieurs aéronefs en patrouille aérienne de combat. Le Glorious ne disposait pas d'une telle patrouille et était incapable d'atteindre sa vitesse maximale avant d'arriver à portée des canons de l'ennemi de 11 pouces. Winton décrit le manque de confiance de D'Oyly-Hughes dans l'efficacité des patrouilles aériennes qui fut l'une des causes qui provoqua notamment sa perte. Spécialiste des sous-marins, D'Oyly-Hughes n'avait seulement que dix mois d'expérience dans des opérations de porte-avions.